# 올림픽 키르기스스탄 선수단
올림픽 키르기스스탄 선수단은 키르기스스탄을 대표하여 올림픽에 참가하는 선수단이다. 키르기스스탄은 독립 국가로서 7번의 하계 올림픽과 7번의 동계 올림픽에 출전해 7개의 메달을 획득했다. 이전에는 소련 팀이 대표했다. 1992년, 키르기스스탄은 소련이 해체된 후 통일팀의 일원으로 참가했다. 키르기스스탄은 1994년 동계올림픽과 1996년 하계올림픽을 통해 독립국가로 처음 모습을 드러냈다.

## 참고 자료
- (영어) “Kyrgyzstan”. SR/Olympic Sports. 2011년 10월 4일에 원본 문서에서 보존된 문서. 2011년 10월 30일에 확인함.